# Spiekeroogs hästspårväg

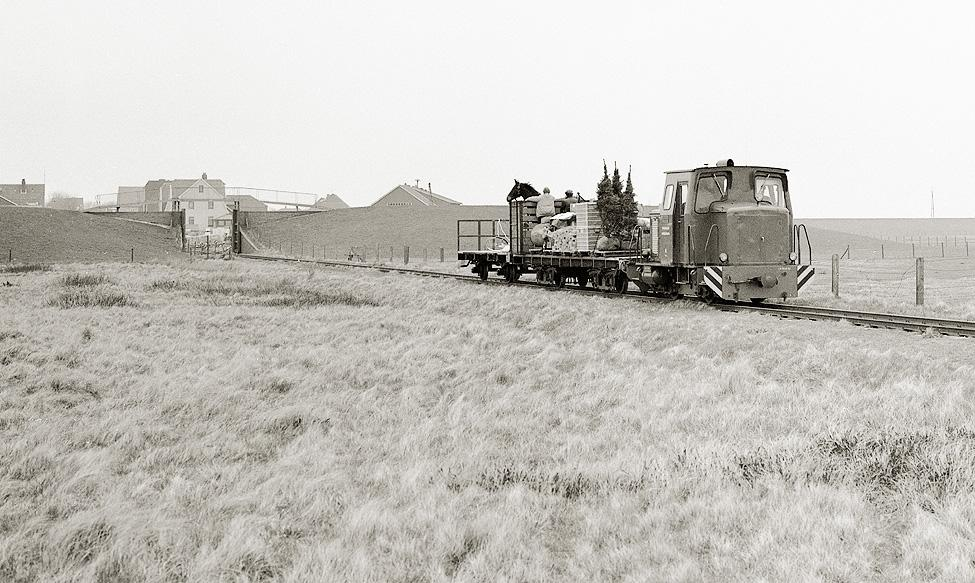
Tågtransport vid passagen genom strandskyddsvallen, 2012

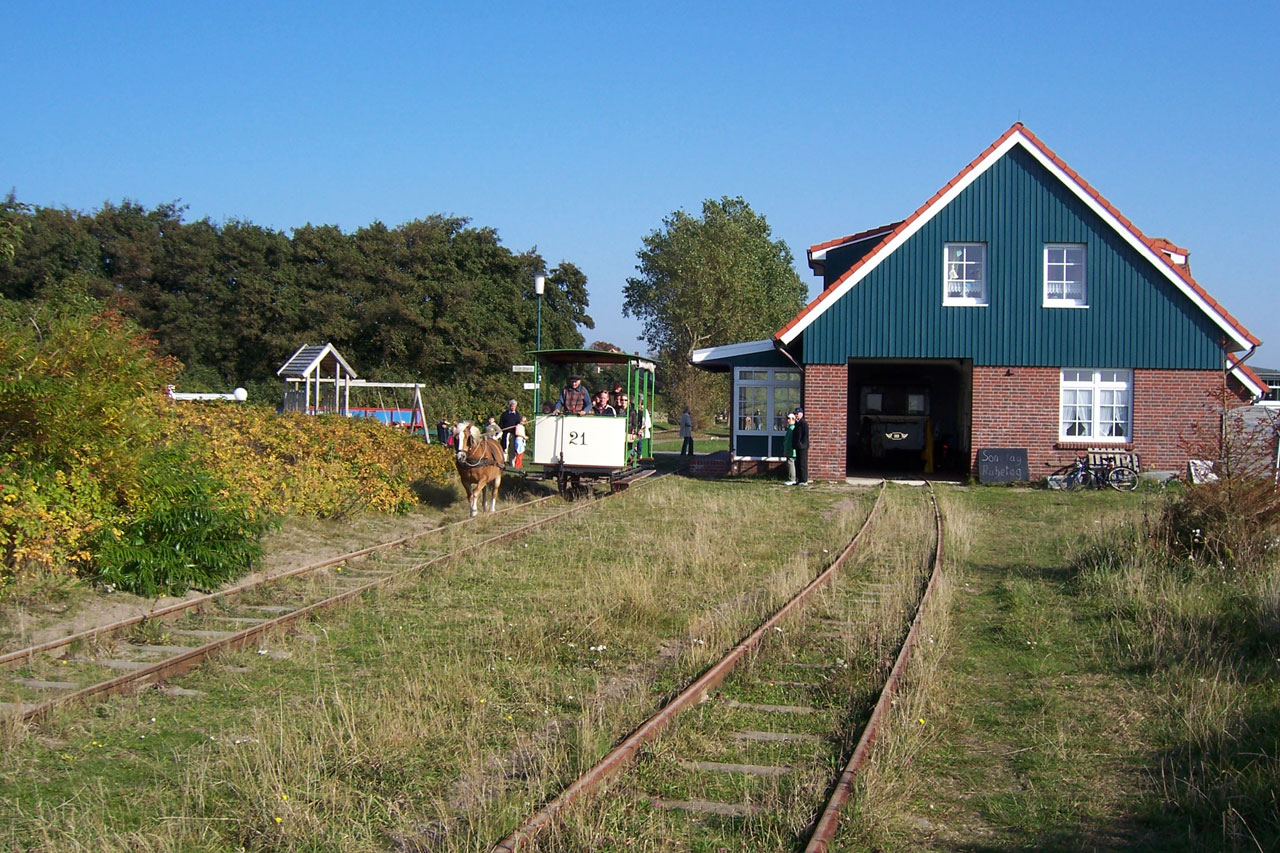
Nya stationshuset, 2005

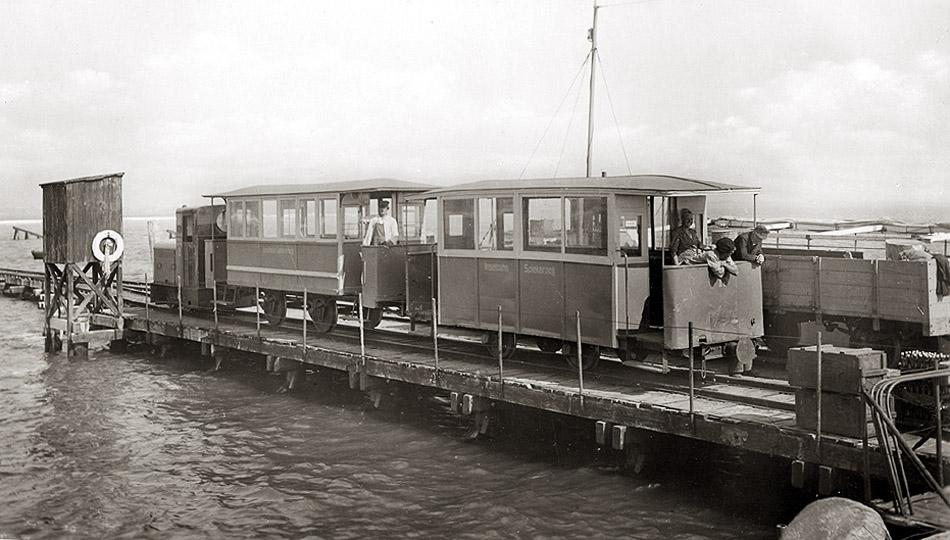
Gamla tilläggningsplatsen, okänt år

Spiekeroogs hästspårväg (tyska: Inselbahn Spiekeroog) är en enkelspårig spårväg på den ostfriesiska ön Spiekeroog i Tyskland. Efter det att den ursprungliga spårvägen lades ned 1981, inrättades en museispårväg som på delsträckan Stationen–Westend.

## Den ursprungliga hästspårvägen
Banan anlades för att turistnäringen på Herrenstrand i Westend skulle få en bekväm förbindelse med byn. Spårvägen invigdes den 9 juli 1885 som en meterspårig hästbana. Banan började vid huset Noorderloog 10 i centrum av byn och gick via Westerloog över sältan till Westend. Sträckan var 1,6 kilometer lång och hade hållplatser framför Hotel zur Linde, framför Günsels Hotel och på Damenpad. Trafik bedrevs bara under badsäsongen sommartid. 
Från 1891 fanns en ny och rejälare tilläggningsplats för färjor på öns sydspets, som hade byggts av virke från lasten på ett strandat trälastfartyg. En sidolinje anlades till tilläggningsplatsen över ett område med salta våtmarker.
Efter det att Langeoogs hästspårväg blivit förstörd hösten 1936, var Spiekeroogs hästspårväg den sista hästspårvägen i drift i Tyskland.

## Trafik med diesellok
Hästdriften lades ned 1949. Den var då den sista av sitt slag  i Tyskland. Hästarna ersattes av ett diesellok och tilläggningsplatsen byggdes ut, så att spårvägen kunde gå ända ut på tilläggningsplatsens pir. Hållplatser inrättades på Zeltplatz och på Westen, där grenen från huvudbanan gick ut. 
Banan skapade trafikproblem på Westerloog, varför banan kortades 1957 och en ny stationsbyggnad uppfördes i byns västra del med ett bredvidliggande lokstall med verkstad.

## Museihästspårväg
År 1981 togs en ny hamn närmare byn i drift. Banan behövdes därför inte längre, varför driften upphörde. Spåren bröts också upp, förutom på sträckan mellan Stationen och Westend, och lok och vagnar såldes. Samma år togs en museibana mellan Stationen och Westend i drift. På stationsområdet uppfördes också en ny stationsbyggnad.

## Bildgalleri

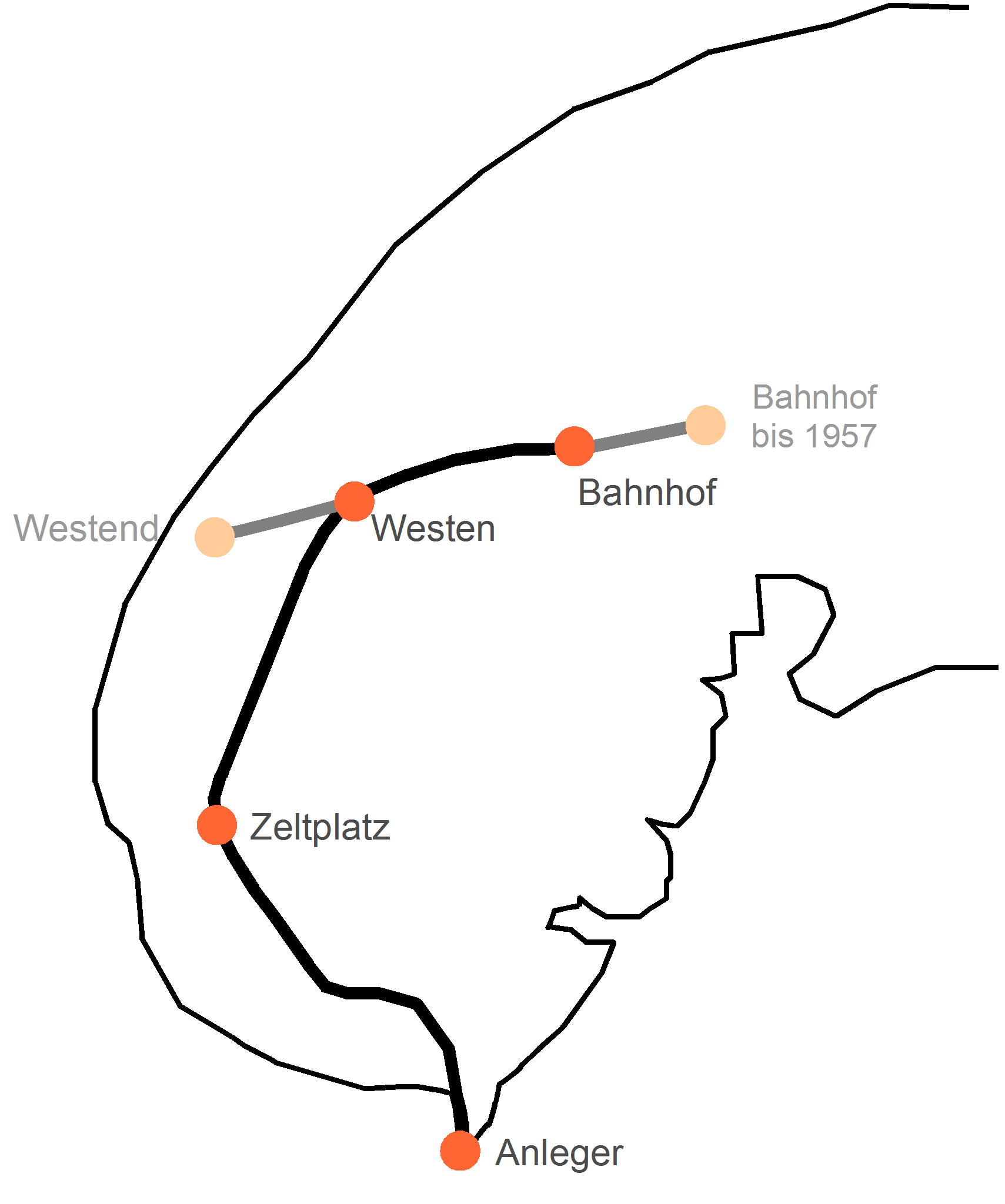
Bankarta
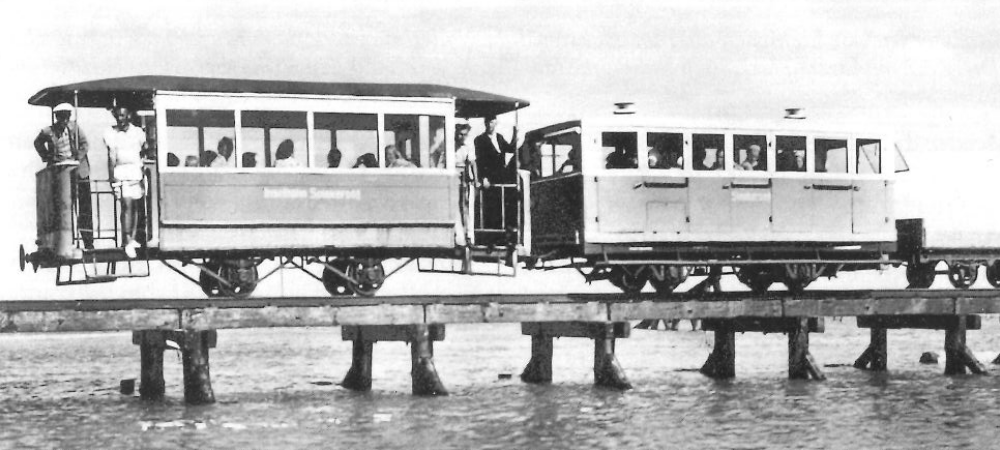
Gamla tilläggningsplatsen, 1950
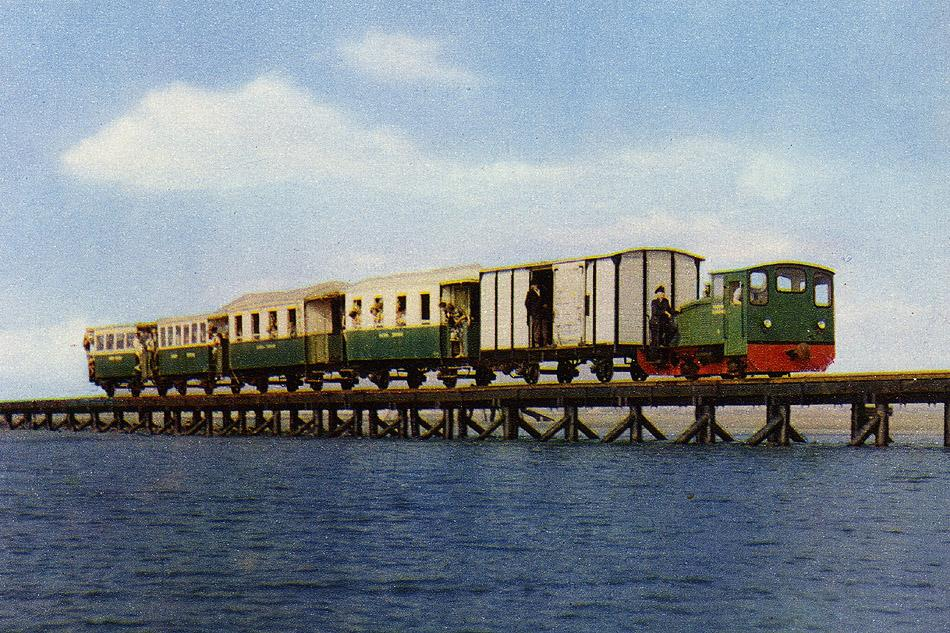
Gamla tilläggningsplatsen, okänt år